# Frank C. Millspaugh

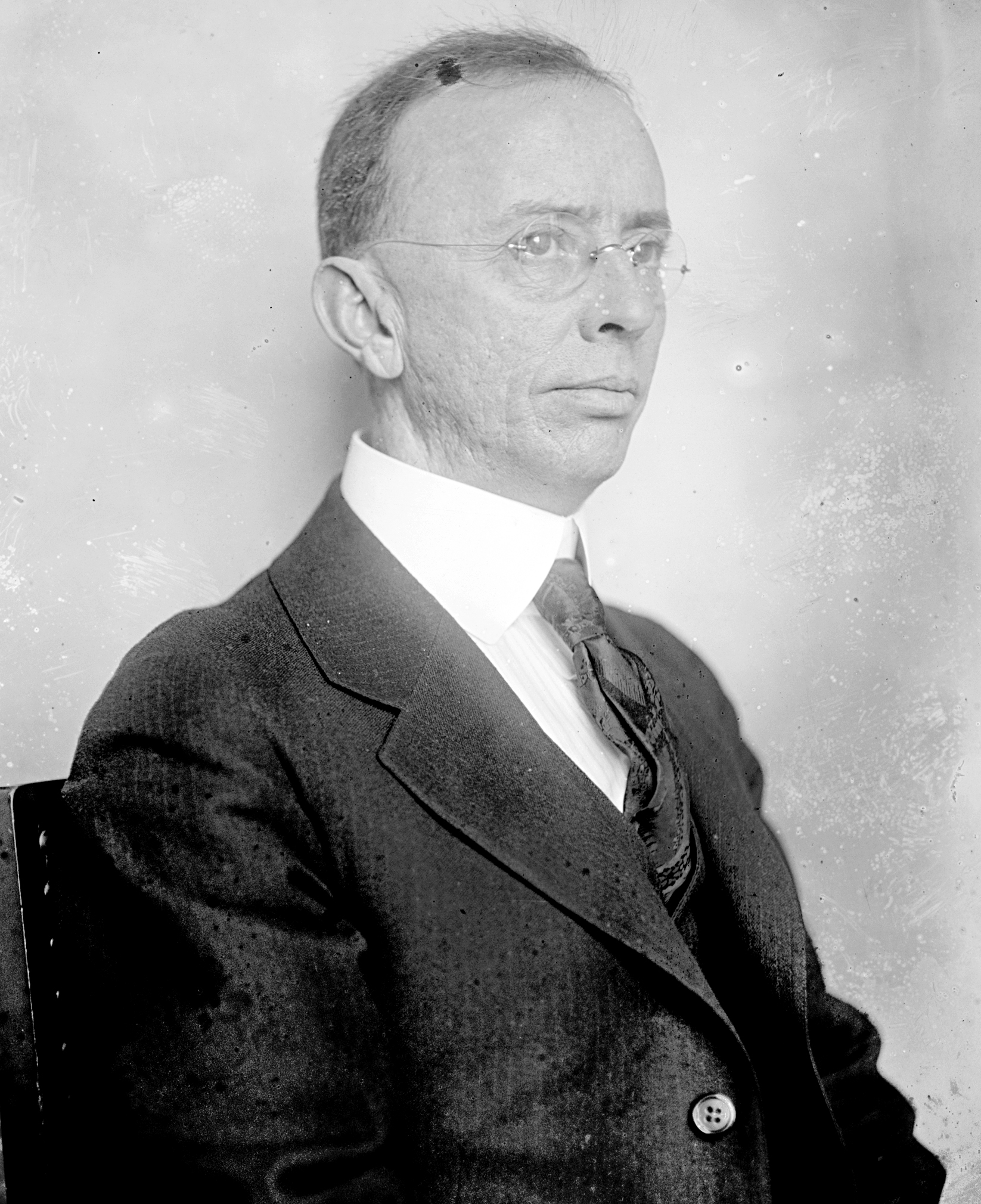
Frank C. Millspaugh

Frank Crenshaw Millspaugh (* 14. Januar 1872 in Shawneetown, Illinois; † 8. Juli 1947 in Joplin, Missouri) war ein US-amerikanischer Politiker. In den Jahren 1921 und 1922 vertrat er den Bundesstaat Missouri im US-Repräsentantenhaus.

## Werdegang
Frank Millspaugh besuchte die öffentlichen Schulen seiner Heimat. Im Jahr 1891 ging er nach New Orleans, wo er im Getreidehandel arbeitete. Diese Tätigkeit übte er in den folgenden Jahren auch in Chicago, St. Louis und Canton (Missouri) aus. Zwischen 1900 und 1921 war Millspaugh im Bankgewerbe tätig. Politisch war er Mitglied der Republikanischen Partei. Im Jahr 1912 nahm er als Delegierter an deren regionalem Parteitag in Missouri teil. Zwischen 1915 und 1919 amtierte er als Bürgermeister von Canton.
Bei den Kongresswahlen des Jahres 1920 wurde Millspaugh im ersten Wahlbezirk von Missouri in das US-Repräsentantenhaus in Washington, D.C. gewählt, wo er am 4. März 1921 die Nachfolge von Milton A. Romjue (Demokratische Partei) antrat. Da er im Jahr 1922 gegen Romjue verlor, trat er noch vor dem regulären Ende seiner Legislaturperiode am 5. Dezember 1922 von seinem Mandat zurück.
In den Jahren 1923 und 1924 war Millspaugh Finanzminister des Staates Missouri. 1925 zog er nach Jefferson City, wo er im Immobiliengeschäft arbeitete. Von 1942 bis zu seinem Tod am 8. Juli 1947 war Frank Millspaugh Bezirksrichter im Jasper County.